# Vienna (chanson)
Pour les articles homonymes, voir Vienna.
Singles de Ultravox
Passing Strangers
(1980) All Stood Still
(1981)
Clip vidéo
[vidéo] « Vienna », sur YouTube
Vienna est une chanson du groupe britannique Ultravox figurant sur l'album homonyme sorti en 1980. Elle sort en single, comme troisième extrait de l'album, le 15 janvier 1981.
Elle obtient un important succès en Europe et en Océanie (2e au Royaume-Uni et en Nouvelle-Zélande, numéro un en Belgique, aux Pays-Bas, et en Irlande).
Cette ballade synthpop, dont l'atmosphère est inspirée par le film Le Troisième Homme, devient la chanson phare d'Ultravox post John Foxx, avec l'utilisation des synthétiseurs alliés au piano et à l'alto, de la boîte à rythmes, et les envolées vocales de Midge Ure. Son succès fait du groupe un des fers de lance de la new wave.
Midge Ure a cité comme influence musicale une chanson de The Walker Brothers, The Electrician, figurant sur l'album Nite Flights sorti en 1978.

## Clip
Le clip, financé par le groupe lui-même après que la maison de disque a refusé de le faire, est réalisé par Russell Mulcahy,. Il a été tourné en partie en noir et blanc à Vienne en Autriche.

## Vienna 92
En 1992 une nouvelle version de la chanson est enregistrée sous le titre Vienna 92. Le groupe, récemment reformé, est alors simplement composé de Billy Currie et Tony Fenelle. Le single n'entre pas dans les charts.
En revanche, l'année suivante, la version originale ressort en single afin de promouvoir la compilation If I Was: The Very Best of Midge Ure & Ultravox et se classe de nouveau dans les meilleures ventes au Royaume-Uni et en Irlande.

## Distinction
En 2012, Vienna est élu single préféré ayant été classé numéro 2 au Royaume-Uni selon un sondage réalisé par la BBC Radio 2 et l'Official Charts Company.

## Liste des titres
Composés et écrits par Midge Ure, Billy Currie, Chris Cross et Warren Cann, sauf mentions.

### Version originale (1981)
Herr X est la version en allemand du titre Mr. X qui figure sur l'album Vienna.
- 45 tours
  1. Vienna (Single edit) - 4:37
  2. Passionate Reply - 4:17

- Maxi 45 tours
  1. Vienna - 4:53
  2. Passionate Reply - 4:17
  3. Herr X - 5:49

### Réédition (1993)
Wastelands, Answers to Nothing et Call of the Wild appartiennent au répertoire de Midge Ure en solo.
- 45 tours
  1. Vienna - 4:37
  2. Wastelands (Ure, Daniel Mitchell) - 4:22

- CD Maxi
  1. Vienna - 4:37
  2. Answers to Nothing (Ure) - 3:40
  3. The Voice - 4:24
  4. Wastelands (Ure, Mitchell) - 4:22

- CD Maxi
  1. Vienna - 4:37
  2. Call of the Wild (Ure) - 4:18
  3. One Small Day - 4:27
  4. Hymn - 4:24

### Vienna 92
- 45 tours
  1. Vienna 92 (The classic mix) - 4:35
  2. Systems of Love (Currie, Rod Gammons, Tony Fenelle) - 4:31

- Maxi 45 tours et CD maxi
  1. Vienna 92 (The classic mix) - 4:35
  2. Vienna 92 (Goodnight Vienna remix) - 7:31
  3. Systems of Love (Currie, Gammons, Fenelle) - 4:31

## Classements hebdomadaires
| Classement (1981)                      | Meilleure position |
| -------------------------------------- | ------------------ |
| Allemagne (GfK Entertainment)          | 14                 |
| Australie (ARIA)                       | 11                 |
| Autriche (Ö3 Austria Top 40)           | 8                  |
| Belgique (Flandre Ultratop 50 Singles) | 1                  |
| Irlande (IRMA)                         | 1                  |
| Nouvelle-Zélande (RMNZ)                | 2                  |
| Pays-Bas (Nederlandse Top 40)          | 1                  |
| Pays-Bas (Single Top 100)              | 1                  |
| Royaume-Uni (UK Singles Chart)         | 2                  |

| Classement (1993)              | Meilleure position |
| ------------------------------ | ------------------ |
| Royaume-Uni (UK Singles Chart) | 13                 |
| Irlande (IRMA)                 | 20                 |

## Certifications
| Pays              | Certfications |
| ----------------- | ------------- |
| Royaume-Uni (BPI) | Or            |

## Reprises
Artistes ayant repris la chanson sur disque. Entre parenthèses, l'album sur lequel elle figure.
- Kirlian Camera (Todesengel. The Fall of Life 1991)
- Vic Reeves (compilation Ruby Trax 1992)
- Celestial Season (Solar Lovers 1995)
- The King's Singers (Spirit Voices 1997)
- Gregorian (Masters of Chant 2000)
- Russell Watson (The Voice 2000)
- Clawfinger (A Whole Lot of Nothing 2001)
- Infernal (From Paris to Berlin 2004)

Midge Ure en solo reprend régulièrement le titre sur scène.